# 长柄杓蛤
长柄杓蛤（学名：Cuspidaria steindachneri），又稱正杓蛤，是笋螂目杓蛤科杓蛤属的一种。主要分布于中国大陆、台湾，常栖息在水深78－115米。